# Wikidata

Logotyp

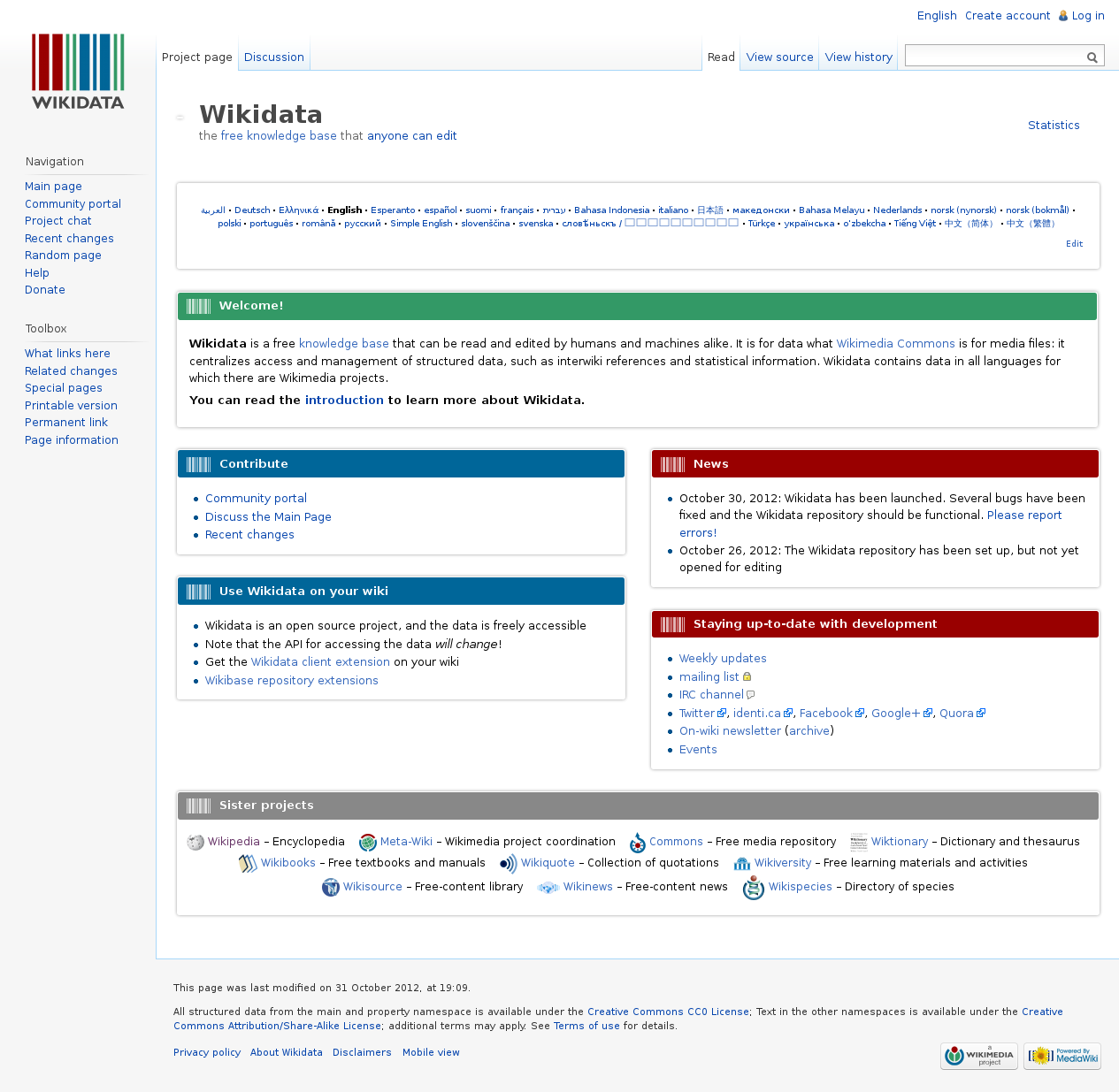
Skärmdump

Wikidata är ett projekt initierat av Wikimedia Tyskland, som startade en wiki den 29 oktober 2012 för gemensam flerspråkig lagring av data. Projektet drivs sedan 2013 av Wikimedia Foundation. Målet var i ett första skede att möjliggöra synkronisering av olika språkversioner av Wikipedia vad gäller språklänkar, och senare även uppgifter i faktarutor, länklistor, tabeller, diagram och sifferuppgifter i den löpande texten, tillsammans med källhänvisningar. Wikidata är lämplig för sifferuppgifter och andra kvantitativ data som inte är löpande text, exempelvis geografiska positioner, folkmängd, sportresultat, och hur olika objekt (Wikidataartiklar) är relaterade till varandra. Ett syfte med wikidata är att underlätta arbetet med att underhålla flera språkversioner av Wikimedias olika projekt. Wikidata lagrar data gemensamt på motsvarande sätt som Wikimedia Commons lagrar multimediala filer gemensamt. Mycket av datat i wikidata har hämtats av bottar från Wikipedias faktarutor på olika språk, men också från andra källor, exempelvis ontologier som beskriver vilka begrepp som är instanser och underklasser av varandra. Wikidatas innehåll redigeras dessutom manuellt, på liknande vis som Wikipedias innehåll.
I vidare bemärkelse syftar Wikidata till att utgöra en fri flerspråkig sekundär kunskapsbas, som ska kunna läsas, redigeras, återanvändas och tolkas av såväl människor som datorprogram. Data lagras därför i en databas på ett strukturerat sätt i form av semantiska relationer, så att maskiner lättare ska kunna tolka informationen. Projektet har initierats av personer som utvecklade programvaran Semantic MediaWiki, och har som övergripande syfte att bereda väg för den semantiska webben. Exempelvis kan användare ställa en komplex sökfråga med hjälp av sökspråket SPARQL(en) i sökverktyget wikidata query.

## Historia
Wikidata har finansierats av donationer från bland annat Allen Institute for Artificial Intelligence, Gordon and Betty Moore Foundation och Google Inc., totalt 1,3 miljoner euro.
Ursprungliga utvecklingen påbörjades av Wikimedia Deutschland och projektet har delats in i tre startfaser:
- Fas 1 – Interwikilänkar: Central lagring av alla språklänkar mellan olika språkversioner av artiklar på Wikipedia.
- Fas 2 – Faktarutor: Central lagring av siffror, namn och annan kvantitativ och strukturerad data (motsats till löpande text), för att visa i faktarutor i olika språkversioner av samma artikel
- Fas 3 – Listor: Automatiskt skapa och uppdatera listor, tabeller och på sikt diagram och kartor med information från Wikidata.

Den första fasen påbörjades den 29 oktober 2012, och objekt nummer (Q1) är artikeln Universum. Ungerskspråkiga Wikipedia blev den 14 januari 2013 första språkversion som utnyttjade att länkar mellan språkversionerna (språklänkar eller interwikilänkar) lagras på Wikidata. I princip är denna fas klar, fortfarande går det att skapa interwikilänkar lokalt i de fall olika språkversioners kopplingar till Wikidata skulle förvilla läsarna.
Fas 2 har inletts och det finns redan ett antal faktarutor som stödjer uppgifter från Wikidata. Arbetet som återstår är att göra det möjligt att redigera uppgifterna direkt från faktarutan, utan att behöva lämna Wikipedia. Projektet som löser detta kallas Wikidata Bridge och beräknas vara klart 2020.
Möjlighet att infoga listor med mall:Wikidatalista har funnits sedan 2015, men är ett alternativ som använder sig av en bot för att uppdatera sidan regelbundet och hämtar inte data i realtid från Wikidata. Arbetet i fas 3 har inte tidplanerats än. 
Wikidata är dessutom utformad för att vara en del av den semantiska webben. Syftet är att underlätta för maskiner (exempelvis kalkylprogram, webbtjänster, artificiell intelligens och bottar) att söka, tolka, analysera, visualisera och uppdatera data i Wikidata. Den har därför stora likheter med projekten Semantic MediaWiki(en) (startat 2005) och DBpedia(en) (startat 2007). I alla dessa projekt lagras data på ett strukturerat sätt (varje värde har en specifik datatyp), tillsammans med semantisk information som beskriver datats betydelse och relationer. Wikidata har dessutom bättre stöd för flerspråkighet, och hanterar språklänkar.

## Kritik
Viss kritik har framförts mot Wikidata och dess funktionalitet. Kritiken går bland annat ut på att Wikidata binder de lokala Wikipediaversionerna tätare till en central enhet och därmed minskar deras egen utvecklingsfrihet. Det innebär också att allt mer av de viktiga funktionerna utvecklas i en miljö där kunskaper i engelska (bland annat vid diskussioner och felanmälan) blir nödvändiga.
Trots att Wikidata har funnits i många år hämtas fortfarande bara en liten del av innehållet i Wikipedias faktarutor från Wikidata, och det är ovanligt med automatiskt uppdaterade listor, tabeller och diagram i Wikipedias artiklar. Att hämta uppgifter från Wikidata till faktarutor kräver komplex mallprogrammering och programmering av moduler i språket Lua. Det är svårt att låna mall- och modulkod mellan Wikipedias olika språkversioner, därför att det har utvecklats olika wikidatamoduler för olika språkversioner, och lokala sedvänjor kring hur modulerna ska användas.